# كال دروجو
كال دروجو هو شخصية خياليه من مسلسل صراع العروش وهو زوج دينيرس تارجرين. ظهر لأول مرة في الحلقة الأولى من صراع العروش بعنوان الشتاء قادم، وكان ظهروه الأخير في الحلقة العاشرة من الموسم الأول النار والدم.
حياته
ولد دروجو بين الدوثراكيين وأباه كان أيضا كال
وبعد وفاة والده أصبح هو الكال ويعد الكال دروجو من اقوى المُقاتلين في العَالم وكان سبب زواجه من دنريس هوه اخوها بعد ان ارد منه جيش

## زاوجه
تزوج الكال دروغو دنيرس تارجارين
وفي البداية كان يعاملها معاملة سيئة
ولكن مع مرور الوقت تقبلو الوضع ولم
يعد يعامل زوجته بطريقة سيئة

## وفاته
تواجه كال دروغو مع شخص وفاز عليه ولكن اصيب بخدش وجائت ساحرة
من العبيد فعالجته ولكن هذا العلاج قتله ولكن دنيرس تارجارين
اعادته من جديد بتلك الساحره ولكنه أصبح بلا روح فتعاطفت معه زوجته وقررت ان تنهي معاناته بحرقه مع الساحره